# George W. Casey, Jr.
George William Casey Jr. (22 de julho de 1948) é um general de quatro estrelas aposentado que serviu como o 36º Chefe do Estado-Maior dos Exército dos Estados Unidos de abril de 2007 a abril de 2011. Ele serviu como Comandante da Força Multinacional no Iraque de 2004 a 2007. Após quarenta anos no serviço ativo, ele se aposentou em 2011 e agora reside em Arlington, Virgínia.